# Función de partición (física)
En física estadística, la función de partición {\displaystyle {\mathcal {Z}}} es un funcional de un sistema en equilibrio. Su principal interés radica en que, una vez conocida la expresión para {\displaystyle {\mathcal {Z}}} del sistema, de ella se pueden derivar las funciones de estado, como la energía libre, energía interna, presión, temperatura, entropía, polarización, etcétera. Dependiendo del ensamble estadístico considerado (por ejemplo, la colectividad canónica o la macrocanónica, entre otras) la función de partición toma una forma u otra.

## Función de partición canónica

### Definición
Se denomina colectividad canónica, o ensamble canónico, al conjunto de los posibles estados de un sistema (conjunto de partículas) que intercambia energía térmica con los alrededores, pero no materia. El volumen que ocupa y su número de partículas es constante. En el equilibrio, el sistema permanece a temperatura constante, y se puede considerar que está en contacto térmico con un baño térmico. Esto es, al estudiar el equilibrio del sistema, se fijan macroscópicamente el volumen, la temperatura y el número de partículas. La función de partición para dicho sistema es:
{\displaystyle {\mathcal {Z}}=\sum _{s}e^{-\beta \epsilon _{s}}\;\;,}
donde la suma se ha realizado sobre todos los microestados s, {\displaystyle \epsilon _{s}} representa la energía del microestado s y {\displaystyle \beta } se define como el inverso del producto de la temperatura por la constante de Boltzmann:
{\displaystyle \beta \equiv {\frac {1}{k_{B}T}}\;\;.}
El término exp(-β{\displaystyle \epsilon _{s}}) se conoce como el factor de Boltzmann. En mecánica clásica, las variables son continuas y la suma anterior debe ser sustituida por una integral. Por ejemplo, la función de partición de un gas ideal con N partículas clásicas toma la forma:
{\displaystyle {\mathcal {Z}}={\frac {1}{N!\,h^{3N}}}\int \,\exp[-\beta H(p_{1}\cdots p_{N},x_{1}\cdots x_{N})]\;\mathrm {d} ^{3}p_{1}\cdots \mathrm {d} ^{3}p_{N}\,\mathrm {d} ^{3}x_{1}\cdots \mathrm {d} ^{3}x_{N}\;},
donde {\displaystyle p_{i}} representa el momento de la partícula i, {\displaystyle x_{i}} su posición; {\displaystyle \mathrm {d} ^{3}} es una notación abreviada aludiendo a que {\displaystyle x_{i}} y {\displaystyle p_{i}} son vectores de un espacio tridimensional, h es una cantidad infinitesimal con dimensiones de acción (se suele tomar el valor de la constante de Planck con el fin de que los resultados sean consistentes con la mecánica cuántica) y H es el hamiltoniano clásico. El factor N! se justifica más abajo.
En general {\displaystyle H(x_{i},p_{i})} en primera instancia es del estilo {\displaystyle H(x_{i},p_{i})=\sum _{i}{\frac {p_{i}^{2}}{2m_{i}}}+\sum _{i<j}U_{ij}}, donde {\displaystyle U_{ij}} es el potencial de interacción.
La función de partición para este caso es:
{\displaystyle {\mathcal {Z}}={\frac {1}{N!\,h^{3N}}}\int \,\exp \left[-\beta \left(\sum _{i}{\frac {p_{i}^{2}}{2m_{i}}}+\sum _{i<j}U_{ij}\right)\right]\;\mathrm {d} ^{3}p_{1}\cdots \mathrm {d} ^{3}p_{N}\,\mathrm {d} ^{3}x_{1}\cdots \mathrm {d} ^{3}x_{N}\;},
La integral sobre los momentos se puede hacer fácilmente,
{\displaystyle {\mathcal {Z}}={\frac {1}{N!\,\lambda ^{3N}}}\int \,\exp[-\beta \sum _{i<j}U_{ij}]\;\mathrm {d} ^{3}x_{1}\cdots \mathrm {d} ^{3}x_{N}\;},
Donde {\displaystyle \lambda =\left({\frac {h^{2}}{2\pi mk_{B}T}}\right)^{\frac {1}{2}}} es la Longitud de onda térmica de De Broglie.
Así nos queda un término llamado función de partición configuracional, que no es más que la integral sobre el potencial {\displaystyle {\mathcal {Z}}_{conf}} que va a ser más o menos difícil de integrar:
{\displaystyle {\mathcal {Z}}={\frac {1}{N!\,\lambda ^{3N}}}{\mathcal {Z}}_{conf};},
A menudo, para casos no ideales, para solucionar la integral {\displaystyle {\mathcal {Z}}_{conf}} se emplean las funciones de Mayer definidas como:
{\displaystyle f_{ij}=exp[-\beta U_{ij}]-1}
Y se hacen desarrollos en serie de potencias.

### Origen
La probabilidad de que el sistema ocupe un microestado s es:
{\displaystyle P_{s}={\frac {1}{\mathcal {Z}}}e^{-\beta \epsilon _{s}}\;\;.}
La normalización de esta expresión, asegurando que la suma de las probabilidades de todos los microestados sea igual a uno, proporciona la función de partición {\displaystyle {\mathcal {Z}}}:
{\displaystyle \sum _{s}P_{s}={\frac {1}{\mathcal {Z}}}\sum _{s}e^{-\beta \epsilon _{s}}={\frac {1}{\mathcal {Z}}}{\mathcal {Z}}=1\;\;.}

### Derivación de las funciones de estado
A partir de la función de partición es posible obtener una expresión para ciertas funciones de estado. Por ejemplo, el valor esperado de la energía interna U del sistema es la suma de la energía de los microestados multiplicada por su probabilidad.
{\displaystyle \langle U\rangle =\sum _{s}\epsilon _{s}P_{s}={\frac {1}{\mathcal {Z}}}\sum _{s}\epsilon _{s}e^{-\beta \epsilon _{s}}=-{\frac {1}{\mathcal {Z}}}{\frac {\partial }{\partial \beta }}{\mathcal {Z}}(\beta ,\epsilon _{1},\epsilon _{2},\cdots )=-{\frac {\partial \ln {\mathcal {Z}}}{\partial \beta }}\;\;,}
o bien:
{\displaystyle \langle U\rangle =k_{B}T^{2}{\frac {\partial \ln {\mathcal {Z}}}{\partial T}}\;\;.}
La varianza de la energía {\displaystyle \langle (\Delta U)^{2}\rangle } vale:
{\displaystyle \langle (\Delta U)^{2}\rangle \equiv \langle (U-\langle U\rangle )^{2}\rangle ={\frac {\partial ^{2}\ln {\mathcal {Z}}}{\partial \beta ^{2}}}\,\;.}
La entropía S:
{\displaystyle S\equiv -k_{B}\sum _{s}P_{s}\ln P_{s}=k_{B}(\ln {\mathcal {Z}}+\beta \langle U\rangle )={\frac {\partial }{\partial T}}(k_{B}T\ln {\mathcal {Z}})=-{\frac {\partial A}{\partial T}}\;\;.}
La capacidad calorífica {\displaystyle C_{v}}:
{\displaystyle C_{v}={\frac {\partial \langle U\rangle }{\partial T}}={\frac {1}{k_{B}T^{2}}}\langle (\Delta U)^{2}\rangle \;\;.}
Y la energía libre de Helmholtz A:
{\displaystyle A=\langle U\rangle -TS=-k_{B}T\ln {\mathcal {Z}}\;\;.}

### Funciones de partición de subsistemas
Cuando un sistema está dividido en  N subsistemas con energía de interacción despreciable entre ellos, la función de partición {\displaystyle {\mathcal {Z}}} del sistema suma se puede descomponer en el producto de las funciones de partición ζ1, ζ2, ..., ζN de los subsistemas:
{\displaystyle {\mathcal {Z}}=\prod _{j=1}^{N}\zeta _{j}\;\;.}
En el caso de que los subsistemas sean equivalentes, sus funciones de partición serán iguales, ζ1 = ζ2 = ... = ζ, y por lo tanto:
{\displaystyle {\mathcal {Z}}=\zeta ^{N}\;\;.}
No obstante, si dichos sistemas son partículas idénticas, en el sentido de la mecánica cuántica, las partículas son indistinguibles. En este caso, el producto de las funciones de partición individuales supondría que estamos considerando los microestados idénticos N! veces (paradoja de Gibbs). Para evitar esto, la función de partición debe ser dividida por el factorial de N:
{\displaystyle {\mathcal {Z}}={\frac {\zeta ^{N}}{N!}}\;\;.}

## Función de partición macrocanónica

### Definición
Se denomina ensamble macrocanónico (también llamado colectividad macrocanónica o gran canónica) al conjunto de los posibles estados de un sistema (conjunto de partículas) que intercambia energía térmica y materia con los alrededores. Al estudiar el equilibrio del sistema, se fijan macroscópicamente el potencial químico {\displaystyle \mu }, el volumen V y la temperatura T. 
La función de partición macrocanónica {\displaystyle {\mathcal {Z}}} (también designada a menudo {\displaystyle \Xi }) de un gas ideal cuántico, esto es, un gas de partículas no interactuantes en un pozo de potencial, viene dada por:
{\displaystyle {\mathcal {Z}}=\sum _{N=0}^{\infty }\,\sum _{\{n_{i}\}}\,\prod _{i}e^{-\beta n_{i}(\epsilon _{i}-\mu )}\;\;,}
donde N es el número total de partículas del gas, el producto {\displaystyle \prod } se extiende sobre cada microestado i para una partícula, {\displaystyle n_{i}} es el número de partículas ocupando el microestado i y {\displaystyle \epsilon _{i}} es la energía de una partícula en dicho microestado. {\displaystyle \{n_{i}\}} es el conjunto de todos los posibles números de ocupación para cada uno de esos microestados, de manera que Σini = N.
En el caso de los bosones, al no cumplir el principio de exclusión de Pauli, las partículas idénticas pueden ocupar el mismo estado cuántico, y los números de ocupación pueden tomar cualquier valor entero siempre que su suma valga N. Sin embargo, para los fermiones, el principio de exclusión de Pauli impide que dos partículas idénticas ocupen el mismo estado cuántico y, por lo tanto, los números de ocupación pueden tomar sólo los valores 0 y 1, además de que, evidentemente, su suma valga N.

### Funciones de partición macrocanónicas especifícas
La expresión anterior de la función de partición macrocanónica, se puede demostrar que es equivalente a:
{\displaystyle {\mathcal {Z}}=\prod _{i}{\mathcal {Z}}_{i}.}
Para un conjunto grande de bosones en equilibrio térmico, {\displaystyle {\mathcal {Z}}_{i}} toma la forma:
{\displaystyle {\mathcal {Z}}_{i}=\sum _{n_{i}=0}^{\infty }e^{-\beta n_{i}(\epsilon _{i}-\mu )}={\frac {1}{1-e^{-\beta (\epsilon _{i}-\mu )}}}\;\;,}
mientras que para un sistema compuesto por un número grande de fermiones:
{\displaystyle {\mathcal {Z}}_{i}=\sum _{n_{i}=0}^{1}e^{-\beta n_{i}(\epsilon _{i}-\mu )}=1+e^{-\beta (\epsilon _{i}-\mu )}\;\;,}
y para un gas de Maxwell-Boltzmann:
{\displaystyle {\mathcal {Z}}_{i}=\sum _{n_{i}=0}^{\infty }{\frac {e^{-\beta n_{i}(\epsilon _{i}-\mu )}}{n_{i}!}}=e^{-\beta (\epsilon _{i}-\mu )}\;\;.}

### Derivación de las funciones de estado
Al igual que en la colectividad canónica, a partir de la función de partición macrocanónica se pueden calcular expresiones para los valores esperados de las funciones de estado.
- Definiendo {\displaystyle \alpha \equiv -\beta \mu }, el valor medio de los números de ocupación es:

{\displaystyle \langle n_{i}\rangle =-\left({\frac {\partial \ln({\mathcal {Z}}_{i})}{\partial \alpha }}\right)_{\beta ,V}={\frac {1}{\beta }}\left({\frac {\partial \ln({\mathcal {Z}}_{i})}{\partial \mu }}\right)_{\beta ,V}\;\;.}
Esta expresión, para bosones porpociona:
{\displaystyle \langle n_{i}\rangle ={\frac {1}{e^{\beta (\epsilon _{i}-\mu )}-1}}\;}
expresión que se puede obtener también mediante la estadística de Bose-Einstein.
Para fermiones:
{\displaystyle \langle n_{i}\rangle ={\frac {1}{e^{\beta (\epsilon _{i}-\mu )}+1}}\;\;}
que, a su vez, se puede obtener también mediante la estadística de Fermi-Dirac.
En el límite clásico (estadística de Boltzmann):
{\displaystyle \langle n_{i}\rangle =e^{-\beta (\epsilon _{i}-\mu )}\;\;.}
- Valor medio del número total de partículas N:

{\displaystyle \langle N\rangle =-\left({\frac {\partial \ln({\mathcal {Z}})}{\partial \alpha }}\right)_{\beta ,V}={\frac {1}{\beta }}\left({\frac {\partial \ln({\mathcal {Z}})}{\partial \mu }}\right)_{\beta ,V}\;\;.}
- Varianza del número total de partículas:

{\displaystyle \langle (\delta N)^{2}\rangle =\left({\frac {\partial ^{2}\ln({\mathcal {Z}})}{\partial \alpha ^{2}}}\right)_{\beta ,V}\;\;.}
- Valor esperado de la energía interna U:

{\displaystyle \langle U\rangle =-\left({\frac {\partial \ln({\mathcal {Z}})}{\partial \beta }}\right)_{\mu ,V}+\mu \langle N\rangle \;\;.}
- Varianza de la energía interna:

{\displaystyle \langle (\delta U)^{2}\rangle =\left({\frac {\partial ^{2}\ln({\mathcal {Z}})}{\partial \beta ^{2}}}\right)_{\mu ,V}\;\;.}
- Presión P:

{\displaystyle PV=k_{B}T\ln {\mathcal {Z}}\;\;.}
- Ecuación de estado:

{\displaystyle \langle PV\rangle ={\frac {\ln({\mathcal {Z}})}{\beta }}\;\;.}